# Diocesi di Berissa
La diocesi di Berissa (in latino Dioecesis Berissena) è una sede soppressa del patriarcato di Costantinopoli e sede titolare della Chiesa cattolica.

## Storia
Berissa, identificabile con il villaggio di Baulus (o Bolus) nell'odierna Turchia, a 25 kilometri a sud-ovest di Tokat, è un'antica sede episcopale della provincia romana dell'Armenia Prima nella diocesi civile del Ponto. Faceva parte del patriarcato di Costantinopoli ed era suffraganea dell'arcidiocesi di Sebastea.
Sono quattro i vescovi noti di questa sede: Massenzio, che firmò la lettera dei vescovi della provincia all'imperatore Leone nel 458; Tommaso, che assistette al quinto concilio ecumenico del 553; Teodoro, che prese parte al concilio del 680. Gli scavi archeologici hanno restituito il nome del vescovo Elia, noto grazie alla scoperta del suo sigillo vescovile, datato all'XI secolo.
Dal XIX secolo Berissa è annoverata tra le sedi vescovili titolari della Chiesa cattolica; la sede è vacante dal 15 novembre 1966.

## Cronotassi

### Vescovi greci
- Massenzio † (menzionato nel 458)
- Tommaso † (menzionato nel 553)
- Teodoro † (menzionato nel 680)
- Elia † (circa XI secolo)

### Vescovi titolari
- André-Pierre Borgniet, S.I. † (24 maggio 1859 - 31 luglio 1862 deceduto)
- Luis Tola y Avilés † (1º ottobre 1863 - 6 marzo 1871 nominato vescovo di Portoviejo)
- Miguel Moisés Aráoz † (27 ottobre 1871 - 12 agosto 1883 deceduto)
- Kazimierz Ruszkiewicz † (24 marzo 1884 - 2 novembre 1917 nominato arcivescovo titolare di Nacolia)
- Raymond-Marie-Turiaf de La Porte † (30 novembre 1917 - 9 giugno 1926 deceduto)
- Karol Mieczysław Radoński † (8 aprile 1927 - 5 aprile 1929 nominato vescovo di Włocławek)
- Giovanni Jeremich † (31 maggio 1929 - 23 ottobre 1948 deceduto)
- Herman Tillemans, M.S.C. † (25 giugno 1950 - 15 novembre 1966 nominato arcivescovo di Merauke)